# 丁小兵
丁小兵（1960年4月—），甘肃定西人，汉族，中国共产党党员。中华人民共和国政治人物、第十三届全国人民代表大会湖南地区代表。

## 生平
2018年2月24日，当选为第十三届全国人大代表。